# Escopette (contre-torpilleur)
Pour les articles homonymes, voir Escopette.
L'Escopette est un contre-torpilleur de Classe Rochefortais construit pour la marine française au début du XXe siècle.

## Histoire
L'Escopette est un contre-torpilleur, de Classe Rochefortais construit pour la marine française au début du XXe siècle.
L'Escopette sert d'escorte au président de la République Émile Loubet lors de son voyage officiel en Angleterre du 2 au 11 juillet 1903. Puis elle est basée successivement à Brest, à Dunkerque et à Calais.
Elle est surtout connue pour avoir, en 1909, escorté l'aviateur Louis Blériot lors de sa traversée de la Manche.
Durant la Première Guerre mondiale, entre 1915 et 1918, elle est basée à Cherbourg et Dunkerque et participe à la tâche ingrate d'interdiction de la Manche aux unités navales de l'Empire allemand. En 1915, elle subira des dégâts, et la mort de deux de ses marins, lors de l'explosion accidentelle d'une torpille entreposée sur le pont.
Rayée des listes en 1921, elle est détruite à Cherbourg en 1922.
Louis Blériot donnera son nom à sa villa d'Hardelot.